# Telephanus leptos
Telephanus leptos is een keversoort uit de familie spitshalskevers (Silvanidae). De wetenschappelijke naam van de soort werd in 1937 gepubliceerd door Wilhelm Heinrich Ferdinand Nevermann.